# فرد جونز
فرد جونز (بالإنجليزية: Fred Jones)‏ (و. 1938 – 2013 م) هو لاعب كرة قدم، ومدرب كرة قدم، من المملكة المتحدة، توفي عن عمر يناهز 75 عاماً.